# Chiesa di San Giovanni al Gatano
La chiesa di San Giovanni al Gatano (o dei Gaetani) si trova nel quartiere di Porta a Mare a Pisa.

## Storia
Risulta legata alla famiglia Gaetani di Pisa: la sua costruzione nel 1140 si attribuisce a Gerardo "Gaetano" di Ugo e alla moglie Druda, che la donarono al capitolo della cattedrale di Pisa.
In seguito alla distruzione della vecchia chiesa parrocchiale dovuta al furioso bombardamento del 31 agosto 1943, l'arcivescovo di Pisa mons. Vettori caldeggiò presso la Pontificia Commissione per l'Arte Sacra il bando di concorso per la costruzione della nuova chiesa di San Giovanni al Gatano.
Svoltosi nel 1947, il concorso vide la partecipazione di quarantasette concorrenti; la giuria era formata da rappresentanti della Commissione per l'Arte Sacra, del ministero dei Lavori pubblici, dell'Arcidiocesi di Pisa e dell'Ordine degli Architetti. Relatore fu il prof. Corrado Mezzana.
L'esame dei progetti avvenne per eliminazioni successive: dieci progetti furono scartati per la cattiva impostazione architettonica o per gravi difetti di presentazione; altri quattordici vennero eliminati per eccesso di monumentalità e per l'insufficiente studio di ambientazione dell'opera.
Dopo una terza eliminazione restarono in gara sedici progetti tra i quali uno doveva essere proclamato vincitore, cinque sarebbero stati da officiare per altrettante chiese dell'arcidiocesi e dieci da segnalare, per eventuali incarichi, all'episcopato italiano.
Risultò vincitore del concorso il progetto dell'architetto Saverio Muratori, "per l'impostazione sanamente moderna dell'edificio sacro e per la lodevole ambientazione". In particolare, Muratori intendeva rispettare nel progetto i valori storici e culturali del luogo, ispirandosi al filone romanico pisano riletto in chiave contemporanea. Per questo motivo la chiesa è stata giudicata "così pisana e così "vera" nel suo volume, nei suoi spazi, nelle sue strutture e nei suoi materiali" da avere "una grande importanza storica, culturale e morale, prima che estetica (...) nei confronti con l'intera cultura architettonica del nostro secolo".
Nel 1957 era stato portato a termine il rustico della chiesa, che venne definitivamente completata nei primi anni sessanta.

## Descrizione
La rossa mole della chiesa spicca nel tessuto edilizio del popoloso quartiere di Porta a Mare, affacciandosi sulla via Conte Fazio a Sud e sul Lungarno a Nord.
La via Conte Fazio era stata aperta nel 1929 per favorire i numerosi insediamenti industriali della zona; con il bombardamento del 31 agosto 1943 il quartiere venne praticamente raso al suolo e il suo volto attuale è quello dato dalla ricostruzione nel Dopoguerra.
Intorno alla chiesa si innalzano le ciminiere in laterizio dei diversi stabilimenti industriali, anch'essi ricostruiti, tra cui il complesso della Saint-Gobain, la Nuova Sanac e la Piaggio. L'edilizia abitativa è priva di particolare valore, ma dall'altra parte del fiume, in lontananza, si scorge la Cittadella e la sua Torre Guelfa con la quale la chiesa di San Giovanni al Gatano ha in comune l'uso del mattone a vista.

### Esterno
Rialzata rispetto al piano stradale tramite una scalinata rettilinea in travertino, la chiesa presenta una pianta rettangolare con abside quadrata sul fondo. È divisa in tre navate di cui quella centrale più alta ed elevata su archi ribassati poggianti su pilastri in cemento armato a vista a sezione rettangolare, allargati nel capitello e collegati da una piattabanda continua sempre in cemento armato.
Il paramento in laterizio faccia a vista è decorato con sottili ricorsi orizzontali in marmo bianco.
La struttura verticale è denunciata all'esterno per l'intero perimetro dell'edificio tramite affioramenti nella muratura: nella zona inferiore i pilastri sorreggono la piattabanda di rigiro in cemento armato e appaiono collegati dalla sequenza di arcatelle ordite nel rivestimento in laterizio; sulle pareti laterali della navata centrale risaltano gli alti pilastri di sostegno della copertura. Quest'ultima è a capanna sorretta da capriate in cemento armato - in sostituzione di quella a volta lunettata prevista nel progetto - con manto in coppi e tegole.
Il prospetto principale, su via Conte Fazio, si apre con tre portali sull'ampio sagrato in travertino, sul cui braccio laterale sono collocate tre campane commemorative in bronzo. Il fronte elevato della navata centrale riprende il motivo tipico dell'architettura sacra pisana del loggiato sovrapposto mediante cinque file di colonne in cemento armato rivestite in marmo bianco, creando, in funzione dell'esposizione a sud della facciata, una grande transenna marmorea frangisole.
Le pareti laterali presentano una lunga successione di bucature verticali, di piccole dimensioni in corrispondenza delle cappelline delle navate laterali, e più grandi nel corpo della navata centrale; sul più basso fronte tergale si apre al centro il finestrone con vetri colorati che illumina l'abside.
Sul fondo della chiesa si attesta ad angolo retto il corpo di fabbrica della casa parrocchiale, elevata su un solo piano e con identico paramento dei fronti in laterizio a vista, costituendo quindi con la chiesa stessa un insieme omogeneo.
L'ingresso alla casa parrocchiale è sul lungarno, preceduto da un giardinetto recintato, mentre verso il cortile asfaltato posto sulla sinistra della chiesa la casa presenta una scansione regolare di tredici affacci. Comunica con l'interno dell'aula ecclesiale tramite il vano aperto sulla testata sinistra del transetto.

### Interno
All'interno, la chiesa si presenta luminosa ed imponente. Il trattamento delle pareti è identico a quello dell'esterno, con il laterizio a vista segnato dai ricorsi orizzontali in marmo bianco; la pavimentazione è a bullettonato con fasce marmoree di tonalità più scura che indicano il percorso verso l'altare maggiore e suddividono l'impiantito in grandi riquadri. L'illuminazione artificiale è affidata a proiettori in metallo nero apposti sui pilastri laterali della navata centrale.
Le navate laterali sono suddivise in sei cappelline ciascuna e presentano il solaio inclinato di copertura in legno e laterizio, sostenuto da arcate ribassate poggianti sui pilastri.
Gli altari e gli arredi sono originali.
L'abside è coperto con volta a botte ribassata, interrompendo così la sequenza delle capriate in calcestruzzo della navata centrale. L'altare maggiore è rialzato su una scalinata marmorea di otto gradini, le cui balaustrate in travertino piegano in cima ad angolo retto per delimitare lo spazio del presbiterio. Dietro l'altare in marmo bianco è collocato un pannello marmoreo quattrocentesco finemente scolpito ai cui lati si dispongono le canne metalliche dell'organo. Sotto l'abside si trova la cripta-sacrario, dedicata ai caduti della seconda guerra mondiale e realizzata per volontà del Rione di Porta a Mare con la partecipazione dello Stato, degli Enti e della cittadinanza pisana, accessibile tramite le due scale rettilinee ai lati della scalinata d'altare.